# جنه القری
جنه القری (به عربی: جنة القری) یک روستا در سوریه است که در ناحیه مرکزی جسر الشغور واقع شده‌است. جنه القری ۵۹۵ نفر جمعیت دارد.